# Tercera Edad del Sol

Geografía esquemática de Arda durante la Tercera Edad del Sol.

En el universo ficticio creado por J. R. R. Tolkien, la Tercera Edad del Sol o Edad de los Anillos de Poder es una época en la historia de la Tierra Media que se caracterizó por la decadencia de los elfos y la ascensión de los hombres. Comenzó tras la Guerra de la Última Alianza entre los Elfos y los Hombres, y terminó con la destrucción del Anillo Único.

## Resumen
Isildur muere en combate y el Anillo Único se pierde en el río Anduin. Los reinos de los Dúnedain prosperan cada uno por su lado. Los reinos élficos comienzan a aislarse, aunque no decaen gracias al poder de los Tres anillos de los Elfos. La sombra comienza a crecer de nuevo en el Bosque Negro. Dos hobbits descubren el Anillo Único y uno de ellos se lo queda y huye a las montañas. Llegan los Istari desde Aman, enviados por los Valar. El reino del norte (Arnor) comienza a decaer, dividido en tres reinos pequeños, Artedhain, Rhudaur y Cardolan e invadido por los hombres y seres de Angmar. En el sur, Gondor prospera, pero es continuamente invadido por hombres del oriente y del sur. Los rohirrim hacen su aparición y salvan a Gondor, y se funda la alianza entre Gondor y Rohan.
El Anillo es descubierto por Bilbo Bolsón y llevado a La Comarca. Gandalf y los Montaraces del Norte protegen a los hobbits. Comienza el fin de la Guerra del Anillo con los acontecimientos que llevan al Anillo a Rivendel, de ahí por Moria y Lothlórien hacia Mordor. La Comunidad del Anillo se disgrega. Frodo Bolsón y Samsagaz Gamyi, guiados por la criatura Gollum llegan a Mordor. El resto de la comunidad participa en las batallas contra Saruman y Mordor en Minas Tirith.
El Anillo es destruido. Aragorn, último descendiente de Elendil, retorna como rey de Gondor y de los dunedain; Aragorn se desposa con Arwen, hija de Elrond, y así los linajes de los medio elfos vuelven a unificarse. La Tercera Edad llega a su fin con la salida de Elrond y Galadriel de la Tierra Media.

## Arnor y Gondor
Isildur permaneció en Gondor por un año, organizando el gobierno del reino del sur y encargándoselo al hijo de su hermano Anárion, Meneldil. Durante este año, su codicia por el Anillo Único creció, pero también la tortura que este artefacto le provocaba. Al partir hacia el norte, para gobernar en el lugar de su padre Elendil sobre todos los Dunedain y sobre el reino del norte de Arnor, lo hizo por el camino de Lothlórien por ser más corto, a través de las Montañas Nubladas y Rivendel. Sin embargo, en los Campos Gladios, fue emboscado por orcos y todos sus hombres murieron, incluidos sus tres hijos mayores. Isildur, desesperado, se puso el Anillo Único, con lo que pasó invisible entre sus enemigos e intentó huir por el río Anduin, pero el Anillo lo traicionó y lo abandonó: sus enemigos lo pudieron ver e Isildur murió ahí mismo. Mientras tanto el Anillo Único se perdió en el río. El escudero de Isildur logró escapar, llevando los restos de la espada de Elendil, Narsil y otros artefactos, hacia Rivendel, donde el hijo menor de Isildur, Valandil, se convirtió en el rey.
A partir de entonces, Arnor y Gondor comenzaron a prosperar mucho, cada uno por su lado. Aun cuando el rey de Arnor era considerado también rey de Gondor, este último reino se consideraba autónomo en su administración.
Gondor sufrió muchas invasiones, aunque a pesar de eso llegó a ser un reino de gran extensión, que abarcaba en su época de mayor gloria desde el Gran Bosque Verde al norte, hasta el límite superior de la región del Harad al sur, y desde el Belegaer al occidente hasta Mordor al oriente, incluyendo la planicie de Calenardhon.
Las artes y las ciencias prosperaron en los reinos de los Dunedain, aunque nunca como alguna vez lo lograron en Númenor. Luego del hundimiento de la isla, muchas cosas se perdieron ahí, escritos, obras de arte y ciencia, y gran parte del conocimiento y la gloria de Númenor no volvió nunca más.
Las Palantiri, o piedras videntes, que fueron traídas de Númenor fueron entonces establecidas en varios emplazamientos clave, para que los reinos se pudieran comunicar.
En Gondor había cuatro piedras videntes: una en Minas Ithil, que cuando fue tomada por los nazgûl rebautizando a la torre como Minas Morgul, tomó Sauron para sí mismo; otra en Minas Anor, que usaban los reyes y senescales; otra en Osgiliath, la capital original de Gondor, cuando esta ciudad cayó, se perdió la piedra (desde entonces la capital fue Minas Anor, rebautizada como Minas Tirith). La última piedra vidente estaba en la torre de Isengard, que Saruman tomó para sí mismo.
En Arnor había tres piedras videntes: dos en las ciudades principales del reino, se perdieron cuando el rey Arvedui murió en el mar, escapando del Rey Brujo de Angmar. La última piedra se encontraba en las torres a las afueras de Mithlond, pero esta piedra no era considerada útil para comunicarse con Gondor o con cualquier otro lugar de la Tierra Media, pues su único propósito era comunicarse con la octava Palantir (llamada la Piedra Regente) que se encontraba en la isla de Tol Eressëa con los elfos de Aman.

## Los elfos en decadencia
Por otro lado, los reinos élficos que quedaban (básicamente Mithlond gobernado ahora por Círdan, Rivendel gobernada por Elrond, Lothlórien gobernada por señores de los Sindar y en donde vivían la dama Galadriel y Celeborn y el reino del Gran Bosque Verde (posteriormente Bosque Negro), gobernado por Thranduil) se mantuvieron más aislados aún. Sin embargo, no decayeron. El primero gracias al poder de Círdan, al hecho de ser el puerto principal donde los elfos podían regresar a Valinor y al poder de Narya, el anillo Rojo. Rivendel gracias al poder de Elrond y sobre todo al poder de Vilya, el anillo azul. El tercero gracias a los poderes de Galadriel y Celeborn y al poder de Nenya, el anillo Blanco. El último reino, al ser de elfos Nandor mayoritariamente, sobrevivió como lo venían haciendo los reinos silvanos desde siempre.
Existía para los elfos otro puerto, en la bahía de Belfalas, pero tras la muerte del rey de Lórien, Amroth, este cayó en abandono y Mithlond se conservó como el único puerto élfico para que esta raza regresara a las Tierras Benditas cuando quisiera. A partir de esto, Galadriel y Celeborn, aunque no eran considerados reyes, se convirtieron en los regentes de Lórien.
Y a pesar de todo, la raza élfica comenzó a decaer. Los elfos ya no eran una raza gloriosa ni numerosa, y esperaban su final pacientemente, para que cuando llegara se embarcaran hacia el Oeste. Para los elfos, en especial para Elrond, el destino de los elfos en la Tierra Media sería igualmente triste: si Sauron vencía serían destruidos, y si no, de todas formas tendrían que abandonar la tierra en la que vivieron por milenios.

## Los Istari y el Concilio Blanco
En el año 1000 de la Tercera Edad, llegaron a las costas de la Tierra Media cinco seres venidos del oeste. Únicamente Círdan observó su llegada, y sin embargo en cuanto llegaron cada uno se retiró a cumplir la misión que tenían. Se trataba de los Istari, los Magos, Maiar enviados por los Valar con la misión de ayudar a los pueblos libres de la Tierra Media a combatir la oscuridad, que aún no había sido vencida. No se conoce el número exacto de Istari que llegaron a la Tierra Media, pero sí se sabe que al norte de esta llegaron solamente cinco:
- Saruman, llamado también Curunír y en Aman Curúmo. Se convirtió en el Mago Blanco, y jefe de la Orden de los Istari.
- Gandalf, llamado también Mithrandir, y otros nombres, y en Aman Olórin. Se convirtió en el Mago Gris, el más sabio de todos los Istari.
- Radagast, llamado en Aman Aiwendil. Se convirtió en el Mago Pardo o Café, es el que tenía mayor contacto con los animales y plantas de la Tierra Media.
- Alatar. Se convirtió en uno de los Magos Azules. Se fue al oriente de la Tierra Media y nunca más se volvió a saber de él, aunque según J.R.R. Tolkien, seguramente falló en su misión.
- Pallando. Se convirtió en el otro Mago Azul. Igual que Allatar, se fue al oriente y nunca más se volvió a saber de él, con lo que seguramente falló en su misión.

Al inicio, Curunír acompañó a los Magos Azules al oriente, pero a diferencia de ellos, volvió y se estableció en el oeste de la Tierra Media. Terminó por residir en la torre de Isengard, que los hombres de Gondor le dieron. Como se dieron cuenta después los elfos, Saruman terminó traicionándolos a todos, buscando para sí mismo el poder de los anillos y poseer el Anillo Único, para arrebatarle a Sauron su poder.
Radagast terminó residiendo en la fortaleza de Rhosgobel, al oriente de las Montañas Nubladas. Por su interés extremo en los animales y plantas, perdió su objetivo principal y aunque no cayó en la oscuridad, sí falló en su misión.
Gandalf fue el único de los Istari que no se estableció en ningún lugar fijo. Se hizo un sabio aliado y amigo de todas las razas de la Tierra Media, aunque llegaban a recelar de él pues nunca revelaba sus verdaderos propósitos. Cuando Círdan lo vio llegar a la Tierra Media, le concedió Narya, el anillo rojo, y desde entonces Gandalf lo portó. Este anillo tenía el poder de levantar los corazones y las esperanzas ante el miedo y la desconfianza, característica que de por sí tenía Olórin desde que vivía en Aman.
Con la llegada de los Istari, los elfos (en especial Círdan, Elrond y Galadriel) convocaron a un concilio de sabios, que se llegó a conocer como el Concilio Blanco, del cual Saruman era el jefe (aunque en la opinión de Galadriel, Gandalf era el que debía presidir). El Concilio Blanco tomó muchas resoluciones importantes relativas a la lucha contra Sauron, en especial la toma de Dol Guldur, y lo que debía hacerse en cuanto se encontrara el Anillo Único. Al final, Saruman dejó el Concilio y este dejó de reunirse (aunque el Concilio de Elrond en el que participaron todas los pueblos libres tomó su lugar en un momento muy importante).

## El regreso de la oscuridad, Angmar y la decadencia de Arnor
En el antiguo Gran Bosque Verde comenzó a surgir una oscuridad que causaba miedo a los hombres y de la que los elfos sospechaban. En ese momento el bosque fue renombrado como Bosque Negro. En el monte de Dol Guldur comenzó a habitar un ser que nadie reconocía al principio, y que todos llamaban el Nigromante. Más tarde Gandalf descubrió que se trataba del mismo Sauron que había vuelto a cobrar fuerzas desde la Última Alianza, y ahora planeaba retornar a Mordor, su antigua fortaleza.
En Dol Guldur Sauron recuperó los anillos de los enanos que le faltaban (y el resto fue consumido por dragones). Su huida posterior gracias a la intervención del Concilio Blanco, fue una mascarada con la que pudo regresar a Mordor.
Al mismo tiempo, el reino del norte, Arnor, al final quedó dividido en tres reinos pequeños, cuando el rey Eärendur murió y sus tres hijos reclamaron el trono. De esta forma quedaron los reinos de Arthedain, Cardolan y Rhudaur. En Arthedain vivían los primogénitos, en la ciudad de Fornost, por lo que la línea directa desde Isildur no se perdió.
Sin embargo, pasando las Montañas Nubladas, en la región de Carn Dûm, surgió un nuevo reino, Angmar, del cual el rey era conocido como el Rey Brujo de Angmar. Posteriormente se supo que este era el principal de los Nazgûl. Este reino comenzó a hacer la guerra a los reinos de Eriador y poco a poco estos fueron cayendo. Al último, solo sobrevivía el reino de Arthedain, el cual pidió ayuda a los elfos y a Gondor, y estos acudieron demasiado tarde, pues Fornost había sido destruida y el rey Arvedui se había perdido. Sin embargo, Angmar no pudo sobrevivir al contraataque y el Rey Brujo tuvo que huir, perseguido de cerca por Glorfindel. En esta ocasión, en que el rey de Gondor Eärnil II intentó acabar con el Rey Brujo pero no pudo por el miedo que el Nazgûl le infundía como a todos los hombres, Glorfindel pronunció la profecía por medio de la cual se decía que el Rey Brujo no caería por mano de ningún hombre, seguramente refiriéndose a que un elfo, que no es afectado por ese miedo, lo haría, pero sin saber lo que al final en realidad ocurriría.
El rey Arvedui había huido al norte, a la región de Forochel, donde fue auxiliado por los hombres que ahí vivían. Llevaba consigo el anillo de Barahir, que se había convertido en herencia de los Númenóreanos y los nobles de Andúnië desde la Segunda Edad, y las Palantiri de Arnor. Sin embargo, cuando iba a ser rescatado en el mar por los elfos, el barco se hundió y el rey murió. Las Palantiri se perdieron y solo el anillo de Barahir sobrevivió porque el rey se lo había entregado al líder de los hombres de Forochel como recompensa por haberlo ayudado. El anillo fue posteriormente devuelto a Rivendel, donde el resto de los artefactos de la casa de Isildur se mantenían (los restos de Narsil sobre todo). El hijo mayor del rey Arvedui, Aranarth, no reclamó el título de rey, sino que por consejo de Elrond, la línea sucesoria de Isildur debía mantenerse en secreto, hasta que llegara un tiempo más propicio. Desde entonces los herederos de Isildur se llamaban simplemente capitanes de los montaraces del Norte.

## Decadencia de Gondor y alianza con Rohan
Por su parte, Gondor sufrió invasiones desde todos los frentes: del sur le llegaban invasiones por parte de los haradrim y de los corsarios de Umbar. Del oriente le invadían hombres de diversos orígenes. Cuando Dol Guldur se levantaba en poder, Gondor sufrió una de las peores pestes que jamás la hubiera azotado. El hijo del rey Eärnil II, Eärnur fue el último rey de Gondor. Este desapareció cuando fue desafiado por el señor de Minas Morgul (que después se descubrió que no era otro sino el mismo Rey Brujo de Angmar). Puesto que nunca se supo de su muerte, se mantuvo la costumbre en Gondor de esperar al rey, y mientras eso sucedía el reino era administrado por Senescales. El capitán de los montaraces Aranarth se había casado con la hija de Eärnur, pero aunque intentó reclamar el trono de Gondor, su petición fue desoída por los nobles de este reino, así que los herederos de Isildur tuvieron que esperar mucho tiempo más para el retorno del Rey de los Dunedain.
Años después, el Árbol Blanco que crecía en Minas Tirith terminó secándose, lo que fue considerado no solo una desgracia sino también una mala señal. Se decía que cuando el Árbol Blanco volviera a florecer, sería el tiempo en que el rey retornaría.
En la época del senescal Cirion, Gondor sufrió una terrible invasión que casi acaba con el reino. Entonces los rohirrim llegaron inesperadamente en ayuda del reino del sur, desde su hogar original, al norte del río Anduin, y salvaron a Gondor. Desde entonces, la planicie de Calenardhon se convirtió en el hogar de los rohirrim, que rebautizaron el lugar como señorío de Rohan. Los rohirrim destacaban sobre todo por su maestría con los caballos. Se dice que los rohirrim estaban emparentados mucho tiempo atrás con la Tercera Casa de los hombres, la Casa de Hador, pero que nunca llegaron a Beleriand durante la Primera Edad del Sol.
A partir de este momento, se funda una alianza entre los reinos de Gondor y Rohan que implicaba la asistencia incondicional de uno por el otro en cualquier momento de necesidad que sufrieran cualquiera de los reinos, alianza que se hizo efectiva en múltiples ocasiones.

## Los Hobbits
En la época en que Dol Guldur era de temer, comenzaron a intervenir en la historia de la Tierra Media los seres conocidos como hobbits. Se sabe que estos están lejanamente emparentados con los hombres, sin embargo tienen muchas cosas que los diferencian: su estatura, sus costumbres, su aspecto.
Relacionados por lo menos en idioma con los rohirrim (por las regiones comunes de las que venían ambos pueblos, al norte del río Anduin), la gran mayoría terminó emigrando al occidente, por miedo a la sombra de Dol Guldur, hacia Eriador. Ahí llegaron divididos en tres ramas: los Pelosos, los Albos y los Fuertes, cada uno con costumbres que los diferenciaban. Al inicio se establecieron en las regiones de los reinos de Eriador (ver Arnor), pero terminaron estableciéndose principalmente en dos lugares: primero en Bree, donde convivían pacíficamente con los hombres del lugar, y posteriormente fundando su emplazamiento principal: La Comarca, al oeste de Bree y antes de llegar a Mithlond. Ahí vivían pacíficamente, olvidándose de la existencia del resto del mundo entero (y el mundo entero olvidándose de su existencia). La Comarca se dividía en Cuatro Cuadernas, pero posteriormente fundaron también pasando el río Brandivino (hacia el este de La Comarca), la región de Los Gamos. El Istar Gandalf les tomó gran cariño y era el único que recordaba su existencia; los ayudó en múltiples ocasiones, en crudos inviernos y en una batalla contra los huargos. Los hobbits tenían, cuando fundaron La Comarca, un contrato con el entonces rey de Arthedain, de establecerse y hacer prosperar la región, a condición de que se les dejara vivir en paz, pero también debían ayudar al rey si este necesitaba guerreros. Según los hobbits, enviaron algunos arqueros en alguna de las batallas contra Angmar, aunque esto no se consta en ningún otro lado. Una vez que desaparecieron los reinos de Eriador, los hobbits se auto-administraban con un alcalde que fungía como representante del rey, hasta que el rey volviera (de forma similar a los senescales de Gondor, aunque sin tanta pompa). Los hobbits de La Comarca se caracterizaban especialmente por su desprecio a las aventuras, aunque reconocían que siempre había algún hobbit extraño (no necesariamente ejemplar) que se embarcaba en ellas. Ejemplos son Bandobras Tuk (el Gran Tuk), Bilbo Bolsón, Frodo Bolsón, entre otros.
En el río Anduin aún llegaron a vivir por un tiempo hobbits que no emigraron al occidente. Dos de estos hobbits, que vivían en las orillas del río Anduin, cerca de los antiguos campos Gladios, llamados Déagol y Sméagol descubrieron por fin el Anillo Único perdido en el río. Sméagol, codiciándolo, mató a Déagol por el artefacto y volviéndose invisible con su poder, terminó por huir a las profundidades de las Montañas Nubladas, donde se escondió por cerca de 500 años, tiempo que sobrevivió solamente gracias al poder del Anillo. Ahí Sméagol cambió su nombre por el de Gollum.

## Los enanos y la caída de Moria
Desde que en la Segunda Edad Sauron atacó Eriador, los enanos de Khazad-dûm habían permanecido aislados de los eventos que sucedían en la Tierra Media. De hecho, las relaciones con los elfos se deterioraron hasta tal punto que a finales de la Tercera Edad se consideraban entre sí, si no enemigos, por lo menos nada dignos de confiar.
Durante la Tercera Edad, bajo el reinado de Durin VI, los enanos de Moria descubrieron el mithril que los haría ricos. El problema fue que cavaron tan profundo que terminaron despertando a una criatura que nadie en la Tierra Media se imaginaba que podía seguir existiendo: un Balrog de Morgoth estaba oculto ahí desde el final de la Guerra de la Cólera y destruyó todo el reino de los enanos, provocando que estos tuvieran que exiliarse a otro lugar. Algunos se fueron a las minas de las montañas azules, donde los antiguos emplazamientos de Nogrod y Belegost ya no existían, pero los enanos aún conservaban algunas minas. La gran mayoría emigró hacia la tierra de Rhovanion, al oriente del Bosque Negro, a un lugar conocido como la Montaña Solitaria. Ahí volvieron a prosperar, gracias al poder de uno de los anillos de los enanos, fabricando armas para los hombres y elfos de los alrededores y extrayendo hierro, oro y gemas.
Pasados varios años, del norte llegó el dragón Smaug, que expulsó también a los enanos de este lugar, y desde entonces los enanos de Moria vivían sin hogar, siempre añorando sus antiguos reinos y riquezas. Los enanos se vieron inmiscuidos en guerras contra los orcos que habitaban ahora en Moria, pero no lograron vencer del todo. El rey Thráin II fue capturado en Dol Guldur y ahí perdió el último de los anillos de los enanos.

## El hallazgo del Anillo Único y el fin de la Guerra del Anillo
En esa época, el capitán de los montaraces del norte es Aragorn, que vive en Rivendel bajo la tutela de Elrond. Ahí conoce a la hija de este, Arwen y ambos se enamoran, en una situación muy similar a Beren y Lúthien en la Primera Edad. Elrond, medio elfo, había elegido el destino élfico para sí mismo, pero por eso mismo, sus hijos, que tuvo con Celebrían, hija de Galadriel, debían elegir de nuevo su destino. Arwen eligió el destino mortal, como Lúthien con Beren, y en Lórien afirman su compromiso, que Galadriel bendice. Elrond le dice a Aragorn, en forma similar a Thingol, que no consentirá que su hija se case con él a menos que se convierta en Rey de los Dunedain, título que le pertenece, pero que debe ahora tomar como parte de su destino.
En ese entonces, Gandalf se preguntaba cómo hacer para contrarrestar el poder que Sauron había adquirido ya: probablemente siendo El Nigromante de Dol Guldur, restablecido Minas Morgul, Moria ocupada por un terror que a la fecha nadie sabía de qué se trataba, y ahora Smaug rondando por la Montaña Solitaria, solo era cuestión de tiempo para que Sauron organizara sus fuerzas en busca del Anillo y triunfara.
Así las cosas se encontró con los enanos de Thorin Escudo de Roble, heredero de Durin, y pactó con ellos para ayudarlos a recuperar su preciada Montaña Solitaria. De esta forma consigue que Bilbo Bolsón, un hobbit común y corriente los acompañe, y los eventos se desencadenan hasta que Smaug resulta muerto. En el transcurso además, el Concilio Blanco logró vencer al Nigromante (aunque en realidad Sauron pudo escapar así a Mordor), y se desarrolló la Batalla de los Cinco Ejércitos, en que los pueblos silvanos de Thranduil del Bosque Negro y los enanos de Durin terminaron peleando juntos, con ayuda de las águilas de Gwaihir, en contra de los trasgos de Carn Dûm y de las Montañas Nubladas, que peleaban junto a los huargos. En esta batalla participaron también los hombres de Esgaroth, de la región llamada Valle y los beórnidas.
Sin embargo, de lo más importante ni siquiera Gandalf se percató al inicio: Bilbo se encontró con Gollum mientras atravesaban las Montañas Nubladas y escapando resultó que había encontrado por casualidad el anillo de Gollum, que no era otro sino el Anillo Único de Sauron. Conforme Gandalf se fue dando cuenta de esto, alertó a los montaraces que comandaba Aragorn para que cuidaran La Comarca a toda costa, mientras Gandalf investigaba por todos los medios la identidad del misterioso anillo de Bilbo.
Bilbo al fin decide partir a Rivendel, dejándole todo a su sobrino Frodo Bolsón, incluido el Anillo. Gandalf se entera por fin que el anillo es el mismo Anillo Único y urge a Frodo a huir a Rivendel también, lo que hace acompañado de Sam. Se les unen Meriadoc Brandigamo (Merry) y Peregrin Tuk (Pippin), y posteriormente Aragorn. En Rivendel se celebra el Concilio de Elrond que decide la destrucción del Anillo y conforma a la Comunidad del Anillo para realizar esta misión.
La Compañía viaja al sur por Moria, donde Gandalf muere al luchar contra el Balrog de Moria. El resto siguen su camino por Lórien y al llegar a las cataratas de Rauros, a las afueras de Gondor, son emboscados por las fuerzas de Saruman. Frodo y Sam huyen hacia Mordor, en cuyo camino se encuentran con Gollum que los guía. Boromir muere en la batalla y Merry y Pippin son capturados. Aragorn, Legolas y Gimli intentan rescatarlos y se encuentran otra vez con Gandalf el Blanco, que regresó a cumplir su misión. Merry y Pippin convencen a los Ents de luchar contra Saruman, mientras que Gandalf, Aragorn, Legolas y Gimli hacen lo propio con el rey de Rohan, Théoden. Triunfan en la batalla del Abismo de Helm y se dirigen todos a Minas Tirith, capital de Gondor, por distintos caminos.
Frodo y Sam cruzan Ithilien y llegan a Cirith Ungol y al antro de Ella-Laraña, donde son traicionados por Gollum, pero logran vencer. Luego de que Sam tuviera que cargar con el Anillo por un momento, continúan su viaje por Mordor hacia el Monte del Destino, único lugar donde el Anillo puede destruirse.
Mientras todo esto ocurre en esa región de la Tierra Media, en otros lugares como Lórien y el Bosque Negro y la Montaña Solitaria, también se desarrollan batallas que son casi perdidas por los elfos, enanos y hombres frente a las fuerzas de Sauron, que también se habían movilizado por esos lugares para conquistar de una vez y por todas a la Tierra Media.
Gandalf y Pippin llegan primero a Minas Tirith pero el senescal Denethor II no los ayuda. Aragorn, Legolas y Gimli se dirigen acompañados por montaraces del norte que se les unen en Rohan por las Montañas Blancas para cumplir la profecía de la maldición de Isildur a los espectros. Estos deciden ayudar a Aragorn y se dirigen juntos al sur de Gondor, donde derrotan a los corsarios de Umbar.
Los rohirrim se dirigen a Minas Tirith, Merry y Éowyn, sobrina de Théoden, viajan en el contingente disfrazados. Llegan a los campos de Pelennor justo a tiempo para salvar la ciudad, pero el rey Théoden muere, mientras que Merry y Éowyn matan al Rey Brujo, cumpliendo la profecía de Glorfindel, al ser Merry un hobbit (y no exactamente un hombre) y Éowyn una mujer. Con la llegada de Aragorn y el ejército de los feudos en barcos de los corsarios de Umbar, a quien emboscaron, la batalla queda decidida y salen victoriosos.
Para ayudar a Frodo y Sam, todos deciden engañar a Sauron, haciéndole creer que poseen el Anillo. De esta forma se enfrentan con el resto de las fuerzas de Sauron en las puertas de Mordor, en donde están a punto de perder cuando en el Monte Destino el Anillo es por fin destruido.
Regresando a Minas Tirith, Aragorn es nombrado el rey de Gondor y de todos los Dunedain en la Tierra Media y se desposa con Arwen. Los hobbits regresan a La Comarca, a donde Saruman, que se escapó de los ents, ya había causado estragos. Se desarrolla la última batalla de la Guerra del Anillo dentro de la misma Comarca, en donde Saruman muere a manos de Gríma, que había traicionado a los rohirrim.
Por unos cuantos años, Frodo vive en paz, pero el dolor de la herida del nazgûl, de Ella Laraña y sobre todo de la carga del Anillo siguen torturándolo. Llega un contingente desde Rivendel: Gandalf, Elrond, Galadriel y el mismo Bilbo, acompañados de otros elfos, parten hacia Mithlond. Frodo les acompaña. Al llegar al puerto les dan alcance Sam, Merry y Pippin que se despiden de ellos.
Con la partida de Elrond, Galadriel, Gandalf y los portadores del anillo de la Tierra Media comienza la Cuarta Edad del Sol.